# Octavia E. Butlerová
Octavia Estelle Butlerová (22. června 1947 Pasadena – 24. února 2006 Seattle) byla americká spisovatelka žánru science fiction, která získala po dvou oceněních Hugo a Nebula. V 70. letech se stala první úspěšnou afroamerickou autorkou žánru, kterému, podle její eseje Lost Races of Science Fiction, v té době dominovali běloši a v menší míře muži.

## Život
Narodila se v roce 1947 v kalifornské Pasadeně Octavii a Lauriceovi Butlerovým. Její matka byla uklízečka a otec, který zemřel když byla ještě malá, se živil jako čistič bot. Vychovala ji matka s babičkou v chudé baptistické domácnosti. Jako dítě byla velmi plachá, stávala se cílem šikany a měla problémy s dyslexií. Byla vášnivou čtenářkou, návštěvnicí knihoven a sbírala komiksy. Podle vlastních slov se začala zabývat psaním vědeckofantastických povídek poté, co ve 12 letech viděla televizní film Devil Girl from Mars (1954), jehož scénář ji připadal natolik hloupý, že by zvládla napsat lepší.
Od roku 1960 posílala povídky do magazínů a během studia vyšší odborné školy (community college) Pasadena City College se účastnila spisovatelských soutěží. Po dokončení vyšší školy nastoupila na California State University, kde navštěvovala kurzy psaní a přednášky o africké historii, literatuře a černošské politice v USA, studium však ani na několik pokusů nedokončila. V roce 1970 se zúčastnila sci-fi workshopu pro autory z menšinové populace v Los Angeles, kde se seznámila s Harlanem Ellisonem, který se stal jejím mentorem a o rok později jela na workshop do pensylvánského města Clarion. Často střídala zaměstnání a různé brigády s obdobími bez zaměstnání, během kterých měla finanční problémy. S nejistou finanční situací se potýkala až do roku 1995, kdy obdržela stipendium Genius Grant v hodnotě 300 000$ od MacArthur Foundation. Popisovala se jako poustevnice, které lépe vyhovuje být ve své vlastní společnosti, celý život však trpěla samotou. Ve svém deníku se zamýšlela, jestli není homosexuálka či bisexuálka.
Zemřela náhle 24. února 2006 nedaleko svého domu v Seattlu po pádu zapříčiněném mozkovou příhodou. Její poznámky, korespondence a nedokončená díla jsou volně přístupné v kalifornské Huntington Library.

## Dílo
Během třicetileté spisovatelské kariéry napsala Butlerová 12 románů a vydala sbírku povídek. Její díla se vyznačují silnými protagonistkami afrického původu a „afrofuturismem“ tj. africkou ikonografií s technologiemi budoucnosti (např. Black Panther). Jejím prvním románem byl Patternmaster (1976), na který navázala do roku 1984 čtyřmi dalšími díly série Patternist o historii staré civilizace ovládající mysl. Samostatný román Kindred z roku 1979 vypráví o černošce, která cestuje v čase mezi současností a Jihem v období před občanskou válkou. V roce 1984 napsala povídku Speech Sounds, která získala cenu Hugo a o rok později vydala novelu Bloodchild, která získala ocenění Hugo, Nebula i Locus. V letech 1987–1989 vyšla třídílná série Xenogenesis o budoucnosti po nukleární válce (česky vydalo na konci 90. let nakladatelství Polaris). Parable of the Sower z roku 1993 měl být prvním dílem zamýšlené trilogie, vyšel ale pouze druhý díl Parable of the Talents v roce 1998 (Nebula za nejlepší román). První díl vydalo Argo pod názvem Podobenství o rozsévači v roce 2021.
Jejím posledním románem je upírský Fledgling o ženě s amnézií z roku 2005.

## Odkaz
- v roce 2010 byla uvedena do síně slávy science fiction[5]
- v roce 2018 byl útvar na měsíci Charonu pojmenován Butler Mons[9]
- v roce 2020 zavedla knihovna Huntington Library grant 50 000$ pro akademiky, kteří se zabývají tématy navazujícími na díla Butlerové[11]
- v roce 2021 dostalo místo přistání marsovského vozítka Perseverance jméno Octavia E. Butler Landing[12]